# Gnjili Potok
Gnjili Potok (cirill betűkkel Гњили Поток) egy falu Montenegróban, az Andrijevicai községben.

## Népesség
- 1948-ban 325 lakosa volt.
- 1953-ban 281 lakosa volt.
- 1961-ben 281 lakosa volt.
- 1971-ben 262 lakosa volt.
- 1981-ben 199 lakosa volt.
- 1991-ben 180 lakosa volt
- 2003-ban 111 lakosa volt, akik közül 72 szerb (64,86%), 37 montenegrói (33,33%)